# 罗德纳斯
罗德纳斯，是西班牙阿拉贡自治区特鲁埃尔省的一个市镇。总面积44平方公里，总人口82人（2001年），人口密度2人/平方公里。